# Sous l'empire de la haine
Pour plus de détails, voir Fiche technique et Distribution.
Sous l'empire de la haine (Kareteci kiz ou Seni sevmek kaderim), également connu sous ses titres anglais Golden Karate Girl ou Karate Girl, est un film turc réalisé par Orhan Aksoy (tr), sorti en 1974.

## Synopsis
Zeynep est muette. Elle vit avec son père, vend des fleurs et économise pour payer l'opération qui doit lui rendre la parole jusqu'au jour où son père est assassiné par cinq évadés de prison. Sous le choc, elle se remet à parler. Cherchant à se venger, elle apprend le karaté et le tir au pistolet auprès de Murat. Elle tombe amoureuse de lui, mais il est tué par les évadés. Zeynep s'engage alors dans la police pour les poursuivre.

## Fiche technique
- Titre original : Kareteci kiz / Seni sevmek kaderim
- Titre français : Sous l'empire de la haine
- Réalisation : Orhan Aksoy (tr)
- Pays de production : Turquie
- Format : couleurs - 1,33:1
- Genre : rape and revenge
- Durée : 90 minutes
- Date de sortie : 1974

## Distribution
- Filiz Akın : Zeynep
- Ediz Hun (en) : Murat Akdogan
- Nubar Terziyan (tr) : le père de Zeynep
- Bülent Kayabaş (tr) : Ferro Durak
- Kudret Karadağ
- Hayati Hamzaoğlu (tr)
- Necati Er (acteur)

## Autour du film
En septembre 2012, le film connait une certaine notoriété par le fait de proposer ce qui peut être considéré comme la « pire scène de mort au cinéma »,,,. Partagé sur Internet, l'extrait a été modifié pour ajouter un interminable cri d'agonie. Bülent Kayabaş (tr) est l'acteur dont le personnage meurt dans cette scène.